# TNC (kontakt)

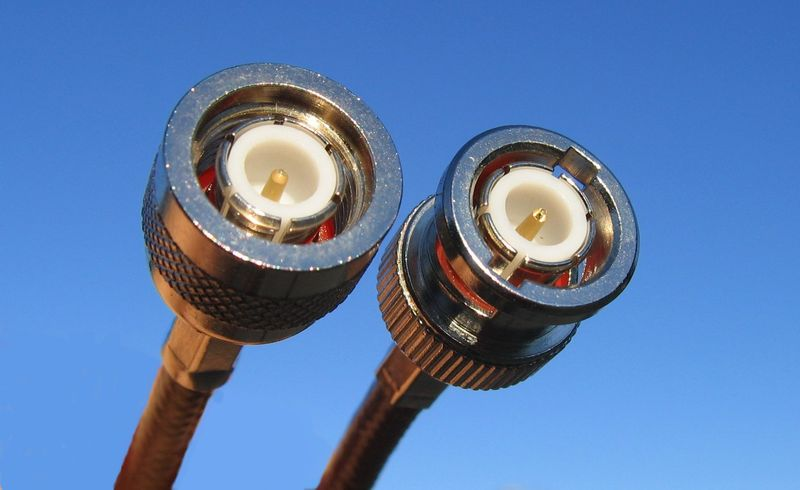
TNC-kontakt till vänster, BNC till höger

TNC eller Threaded Neill-Concelman connector är en standardkontakt för koaxialkabel. Hankontakten omges av en gängad hylsa som skruvas utanpå honkontakten. Signalkvaliteten är god upp till ett tiotal gigahertz, men avtar sedan. TNC är på det sättet bättre än dess motsvarighet med bajonettlås, BNC. Det finns en variant, RP-TNC, där honkontakten har hylsan. Den används av ett fåtal tillverkare på konsumentutrustning för Wi-Fi.
TNC är uppkallad efter dess uppfinnare: Paul Neill på Bell Labs och Carl Concelman på företaget Amphenol.